# Gotthold Pannwitz
Pour les articles homonymes, voir Pannwitz.

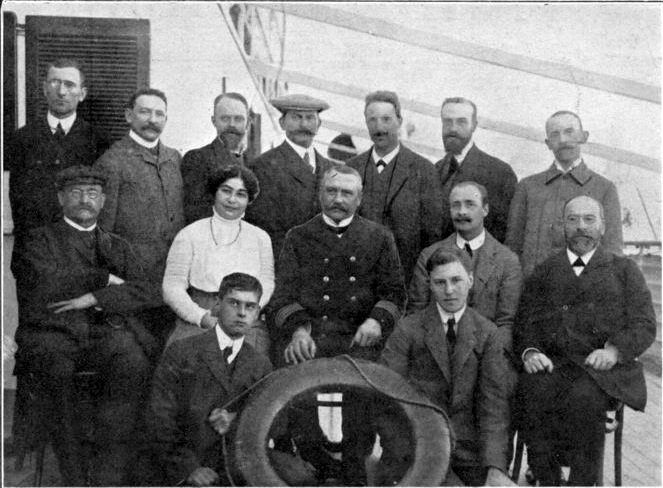
Gotthold Pannwitz (rangée arrière au milieu, avec chapeau) 1910 à Tenerife.

Gotthold Theodor Pannwitz (né le 16 mai 1861 à Kirchhain et mort le 29 novembre 1926 à Lychen) est un médecin allemand et fondateur du Comité central allemand pour la lutte contre la tuberculose (de).

## Biographie
Pannwitz étudie au lycée de Prenzlau et au lycée de Joachimsthal de Berlin. À partir de 1880, il y étudie comme élève à l'école de médecine militaire de la Charité. Il obteint son doctorat avec une thèse sur le traitement chirurgical des ulcères et devint, après avoir passé l'examen d'État, médecin-assistant puis médecin-chef dans le corps sanitaire de Strasbourg et enfin en 1890 médecin-major à Kehl. Pendant l'épidémie de choléra de 1893 à 1894, il travaille au service de surveillance fluviale du bassin rhénan. En 1895, il retourne à Berlin et travaille à l'Office impérial à la Santé. Désormais, il se consacre à la lutte contre la maladie très répandue, la tuberculose. Il fonde le Comité central allemand pour l'établissement de sanatoriums pour patients pulmonaires, rebaptisé plus tard Comité central allemand pour la lutte contre la tuberculose (de), et en devient le secrétaire général. En 1899, il organise le Congrès international de la tuberculose, en 1902 la Conférence internationale de la tuberculose à Berlin, au cours de laquelle est fondée l'Association internationale contre la tuberculose. Déjà en 1900, il a été promu médecin-chef. Deux ans plus tard, il prend sa retraite du service médical militaire et est nommé professeur.
En 1903, Pannwitz créé le sanatorium Hohenlychen à Lychen en tant que sanatorium populaire de la Croix-Rouge. Il y défend un concept global - le sanatorium ne doit pas seulement guérir de la tuberculose, mais aussi préparer à la vie après la maladie. C'est pourquoi le vaste terrain comporte également une école d'horticulture, une école ménagère et un établissement de bains. Pour Lychen, la construction de l'établissement signifie l'élévation au rang de station climatique et un essor économique.

Sanatorium Hohenlychen
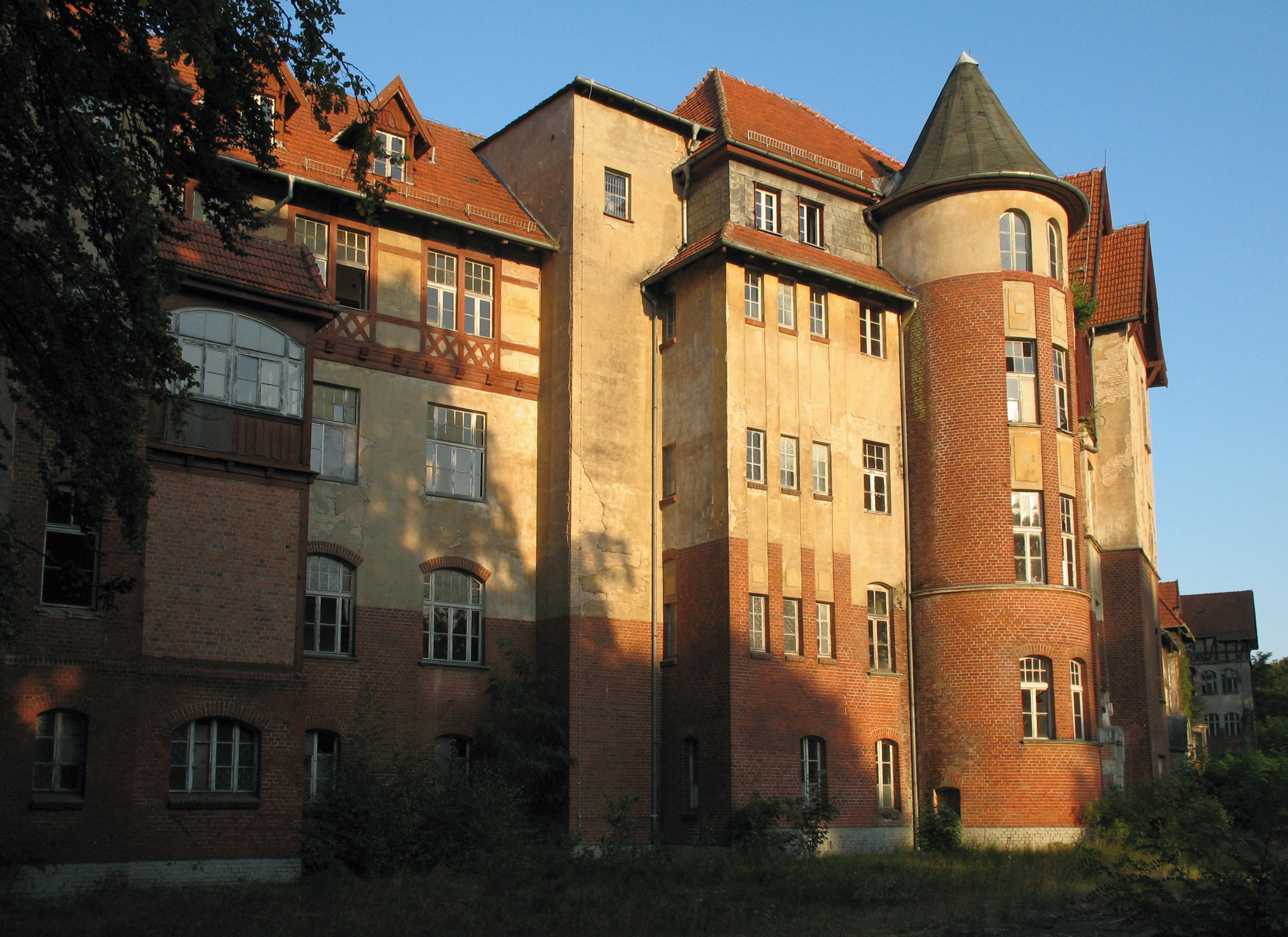
Sanatorium impératrice-Auguste-Victoria
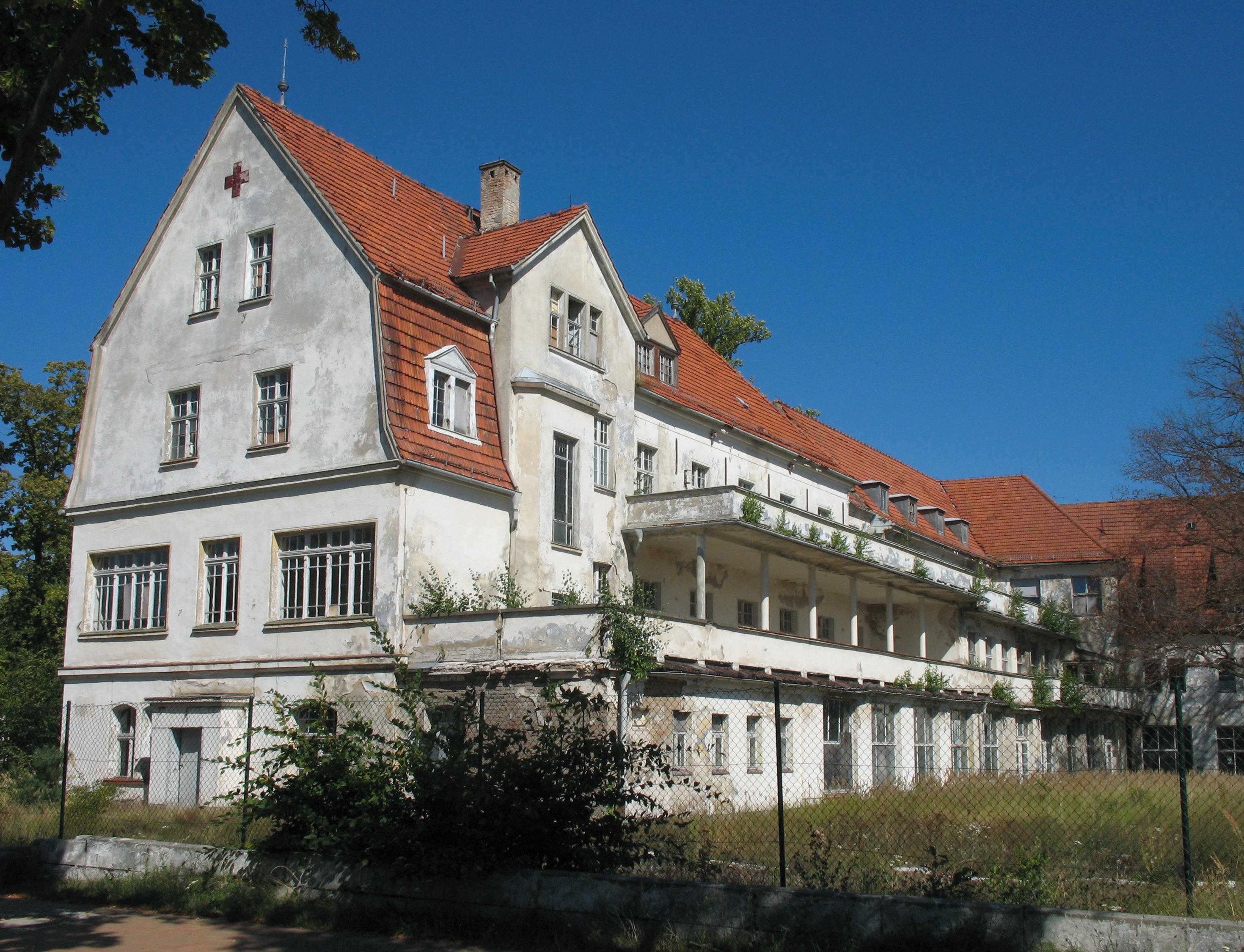
Département 11b
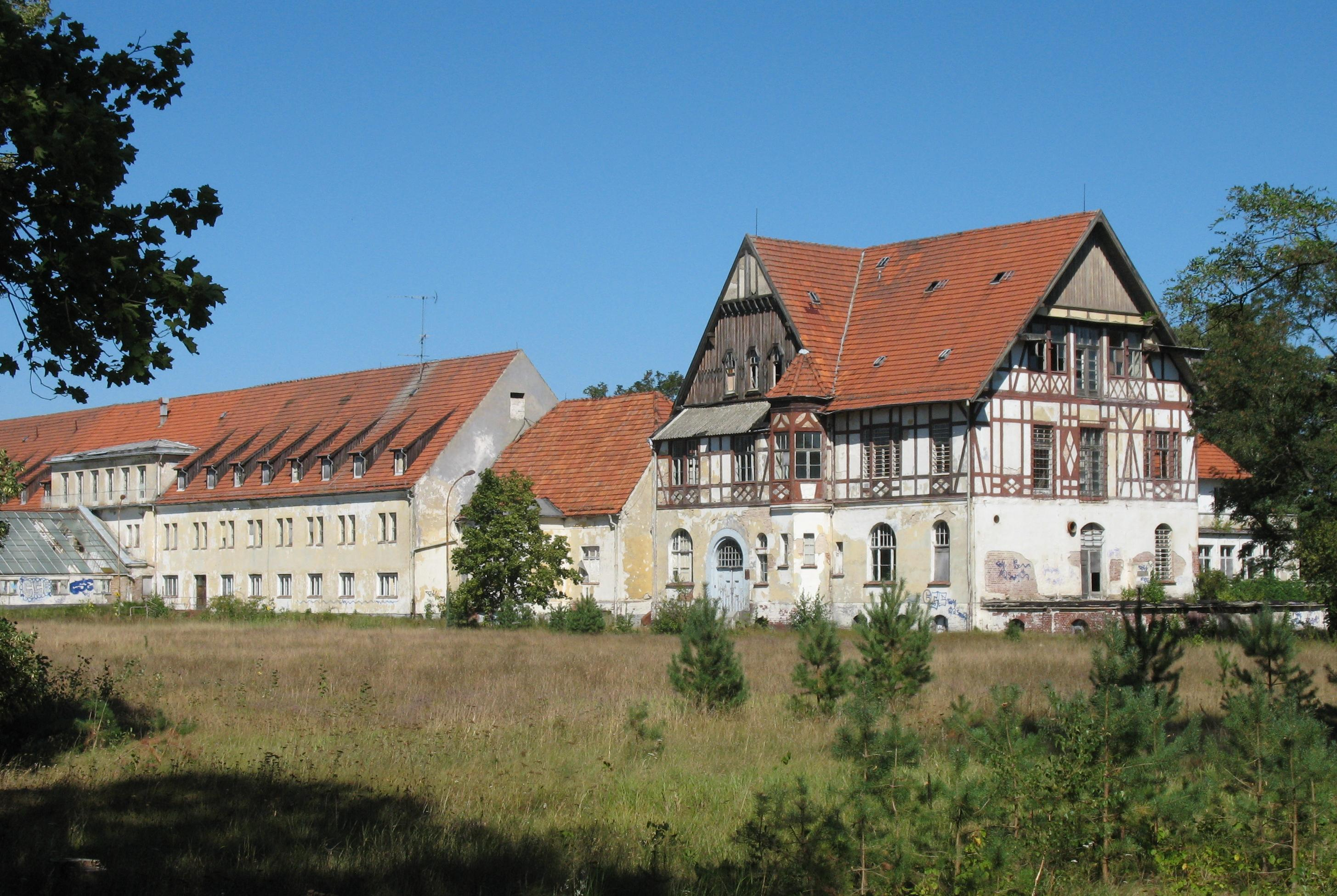
Cecilienheim
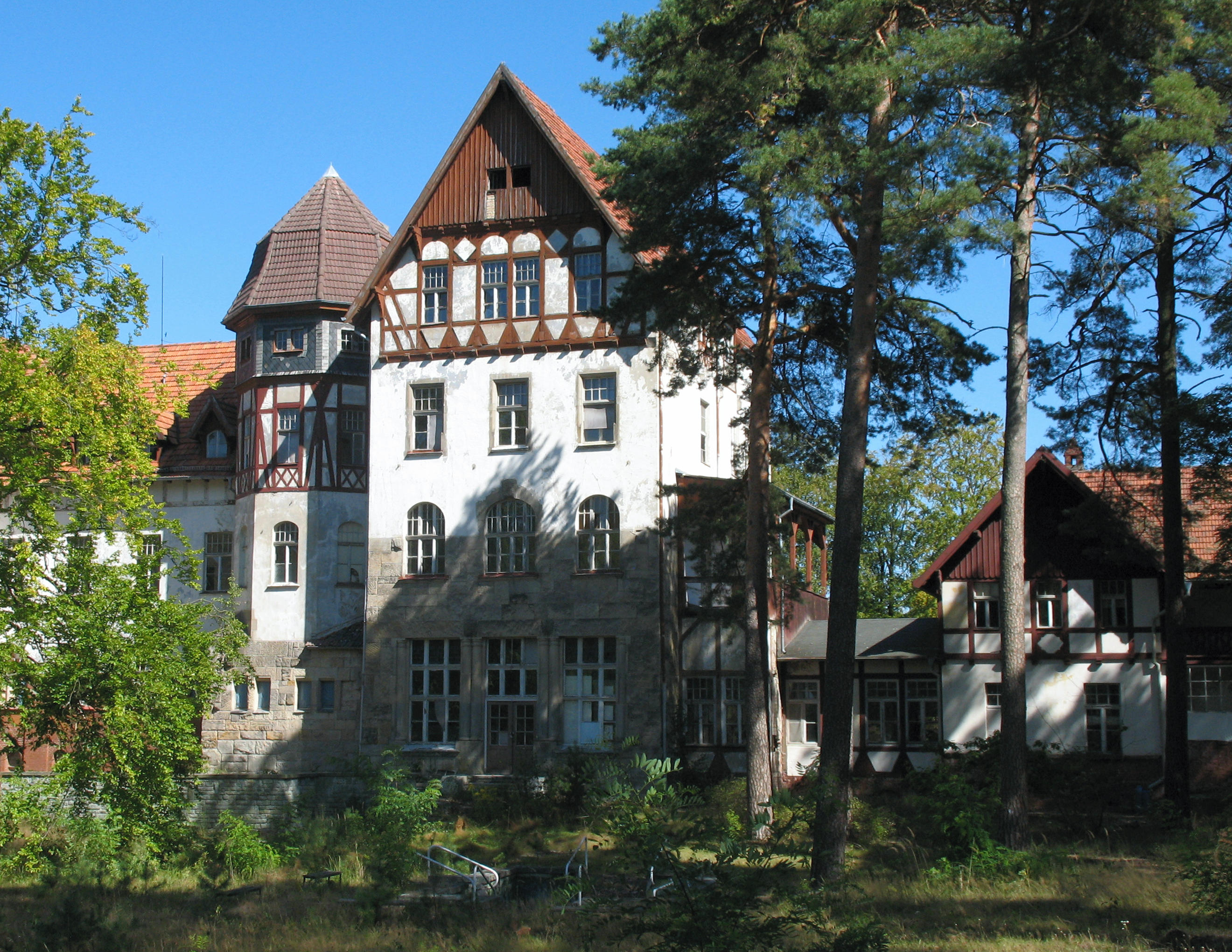
Département 7
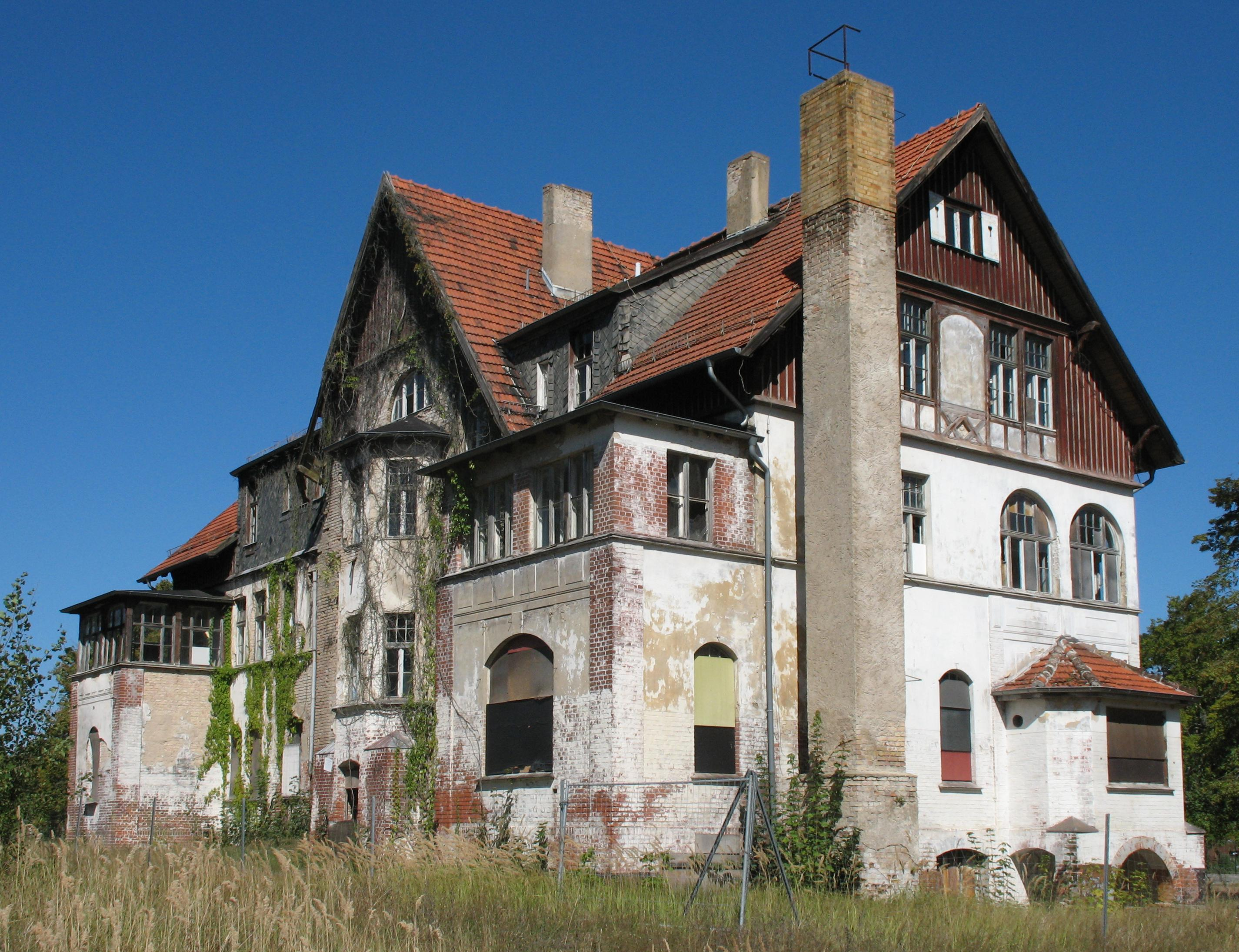
Bâtiment administratif

Au printemps 1910, Pannwitz dirige une expédition à Tenerife organisée par la Conférence internationale sur la tuberculose. Il s'agit d'étudier les effets de l'altitude et du rayonnement solaire dans un climat plus doux que celui des Alpes. Pannwitz réunit une équipe internationale de physiologistes renommés. Outre Nathan Zuntz (de) et Carl Neuberg de Berlin, Hermann von Schrötter (de) et Arnold Durig (de) de Vienne ainsi que Joseph Barcroft de Cambridge et Claude Gordon Douglas (1882-1963) d'Oxford y participent.
Pendant la Première Guerre mondiale, Pannwitz est médecin du gouvernement à Bruxelles, rédacteur en chef du journal officiel de la Croix-Rouge de Belgique, président de la Société médicale militaire de Bruxelles et chef du Centre d'action sociale. Après la Première Guerre mondiale, il est candidat sur la liste de l'Association des agriculteurs à l'élection à l'Assemblée constituante de Mecklembourg-Strelitz. Cependant, la liste n'obtient pas suffisamment de voix pour remporter un mandat. En 1919, cependant, il entre au premier parlement d'État régulier à Mecklembourg-Strelitz. Jusqu'en mars 1920, il est le chef du groupe parlementaire de l'association économique bourgeoise. Il perd alors le soutien de sa faction et en démissionne.

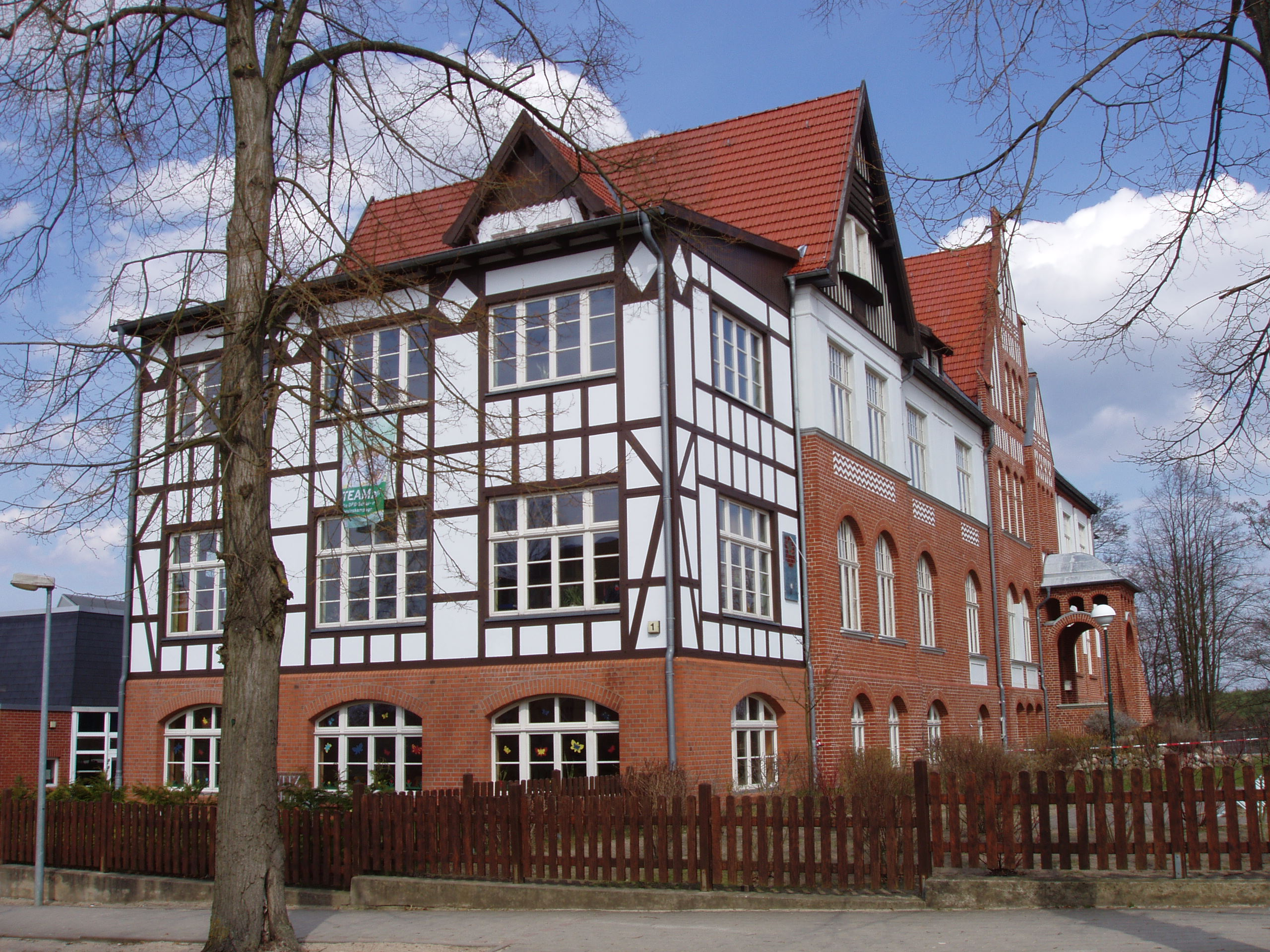
École primaire Pannwitz à Lychen

## Honneurs
La ville de Lychen fait de Pannwitz un citoyen d'honneur. Dans le quartier de Hohenlychen, une rue et l'école primaire portent son nom.

## Publications (sélection)
- Die planmäßige Kriegsvorbereitung der Vereine vom Roten Kreuz: Anleitung zur Aufstellung des Mobilmachungsplanes, Heitz, Straßburg 1892
- Der Nährwert des Soldatenbrots, Berlin 1898
- Die Fürsorge für die Familien der Erkrankten und die aus Heilstätten Entlassenen, In: Gotthold Pannwitz (Hrsg.): Bericht über den Kongress zur Bekämpfung der Tuberkulose als Volkskrankheit, Berlin 24.–27. Mai 1899, S. 520–525
- Deutsche Industrie und Technik bei Einrichtung und Betrieb von Sanatorien und Krankenhäusern, Verlag „Das Rothe Kreuz“, Berlin 1899
- mit Paul Jacob: Entstehung und Bekämpfung der Lungentuberkulose, 2 Bände, Verlag G. Thieme, Leipzig 1901 und 1902
- Ein Jahrzehnt Internationaler Tuberkulose-Arbeit, 1913
- Die ländliche Heimstätte, Volksheilstätten-Verlag, Hohen-Lychen 1918